# Ann Peebles
Ann Peebles (født 27. april 1947) er en soul-sangerinde fra USA, der blev kendt for sine Memphis soul-albums i 1970'erne.

## Diskografi
- The flipside of ann peebles (1969)
- The handwriting is on the wall (1969)
- Ninetynine pounds (1971)
- I can't stand the rain (1972)
- If this is heaven (1975)
- Ann peebles (1977)
- Fill this world with love (1996)